# Flensburg
Flensburg (danès i baix alemany Flensborg, frisó septentrional Flansborj, jutlandès meridional Flensborre) és una ciutat de l'estat alemany de Slesvig-Holstein. Es troba al centre de la regió Südschleswig. Després de Kiel i Lübeck és la tercera ciutat en grandària a Schleswig-Holstein. Les grans ciutats més properes a Flensburg són Kiel (69 km al sud) i Odense a Dinamarca (92 km al nord-est).
Limita al nord amb la regió de Syddanmark i amb les ciutats de Glücksburg, Wees (Amt Langballig), Maasbüll, Hürup, Tastrup i Freienwill (Amt Hürup), Jarplund-Weding, Handewitt (Amt Handewitt), Harrislee i el municipi d'Aabenraa.

## Geografia
Flensburg és la segona ciutat alemanya situada més al nord després de Westerland, a l'illa de Sylt, i està a 7 km de la frontera danesa. És el principal centre dels danesos de Slesvig Meridional. És famosa pel seu equip d'handbol SG Flensburg-Handewitt.

## Evolució demogràfica

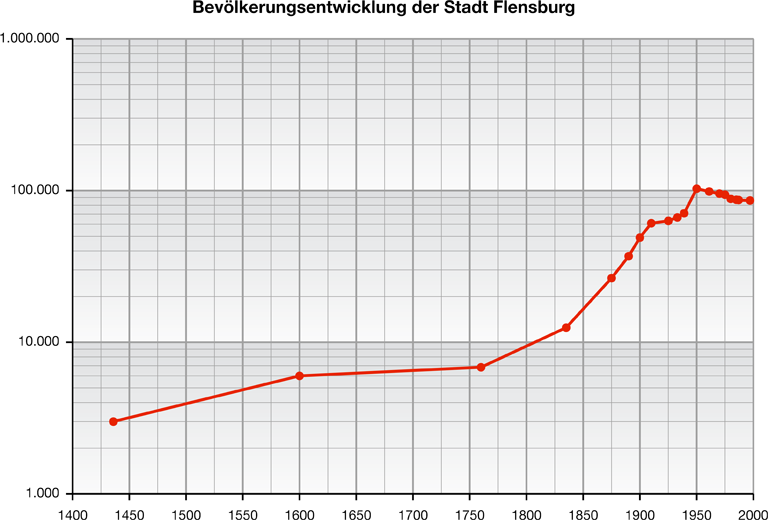
Evolució de la població

| Any                      | Població |
| ------------------------ | -------- |
| 1436                     | 3000     |
| 1600                     | 6000     |
| 1760                     | 6842     |
| 1835                     | 12,483   |
| 1 de desembre de 1875 ¹  | 26,474   |
| 1 de desembre de 1890 ¹  | 36,894   |
| 1 de desembre de 1900 ¹  | 48,937   |
| 1 de desembre de 1910 ¹  | 60,922   |
| 16 de juny de 1925 ¹     | 63,139   |
| 16 de juny de 1933 ¹     | 66,580   |
| 17 de maig de 1939 ¹     | 70,871   |
| 13 de setembre de 1950 ¹ | 102,832  |
| 6 de juny de 1961 ¹      | 98,464   |
| 27 de maig de 1970 ¹     | 95,400   |
| 30 de juny de 1975       | 93,900   |
| 30 de juny de 1980       | 88,200   |
| 30 de juny de 1985       | 86,900   |
| 27 de maig de 1987 ¹     | 86,554   |
| 30 de juny de 1997       | 86,100   |
| 31 de desembre de 2003   | 85,300   |
| 31 de desembre de 2004   | 85,762   |

¹ Resultats del cens

## Divisió administrativa
La ciutat de Flensburg es divideix en 13 comunitats, cadascuna d'elles dividides en 38 àrees estadístiques. Les comunitats constituents tenen un nombre de dos dígits i les àrees estadístiques tres dígits.
| - 01 Altstadt - 011 St. Nikolai - 012 St. Marien - 013 Nordertor - 02 Neustadt - 021 Duburg - 022 Nord - 03 Nordstadt - 031 Kreuz - 032 Galwik - 033 Klues - 04 Westliche Höhe - 041 Stadtpark - 042 Marienhölzung - 043 St. Gertrud - 044 Friedhof | - 05 Friesischer Berg - 051 Exe - 052 Museumsberg - 053 Friedenshügel - 06 Weiche - 061 Sophienhof - 062 Schäferhaus - 07 Südstadt - 071 Martinsberg - 072 Rude - 073 Peelwatt - 08 Sandberg - 081 Achter de Möhl - 082 Adelbylund - 083 Sünderup - 09 Jürgensby - 091 St. Johannis - 092 St. Jürgen - 093 Jürgensgaard - 094 Sender | - 10 Fruerlund - 101 Blasberg - 102 Bohlberg - 103 Hof - 11 Mürwik - 111 Stützpunkt - 112 Osbek - 113 Wasserloos - 114 Friedheim - 115 Solitüde - 12 Engelsby - 121 Süd - 122 Vogelsang - 13 Tarup - 130 Tarup |

## Història
Als segles XVI i XVII va ser considerada com un centre internacional de comerç i intercanvi cultural que exercia una forta influència tant a la costa oest com a altres territoris de la regió del Mar del Nord. A finals del segle XVI era una metròpoli del Bàltic occidental amb més de 200 vaixells.
El maig de 1945 Flensburg va ser la residència de l'últim govern de l'Alemanya nazi, l'anomenat govern de Flensburg, liderat per l'almirall Karl Dönitz, que va estar en el poder des de l'1 de maig (la mort de Hitler) fins a la seva dissolució el 23 de maig.